# Lew Harvey
Lew Harvey (6 de outubro de 1887 – 19 de dezembro de 1953) foi um ator note-americano da era do cinema mudo.
Nascido em Wisconsin, a 1887, Harvery apareceu em 145 filmes entre 1918 e 1950. Faleceu em Los Angeles, Califórnia, a 1953.